# Hortus Botanicus Amsterdam

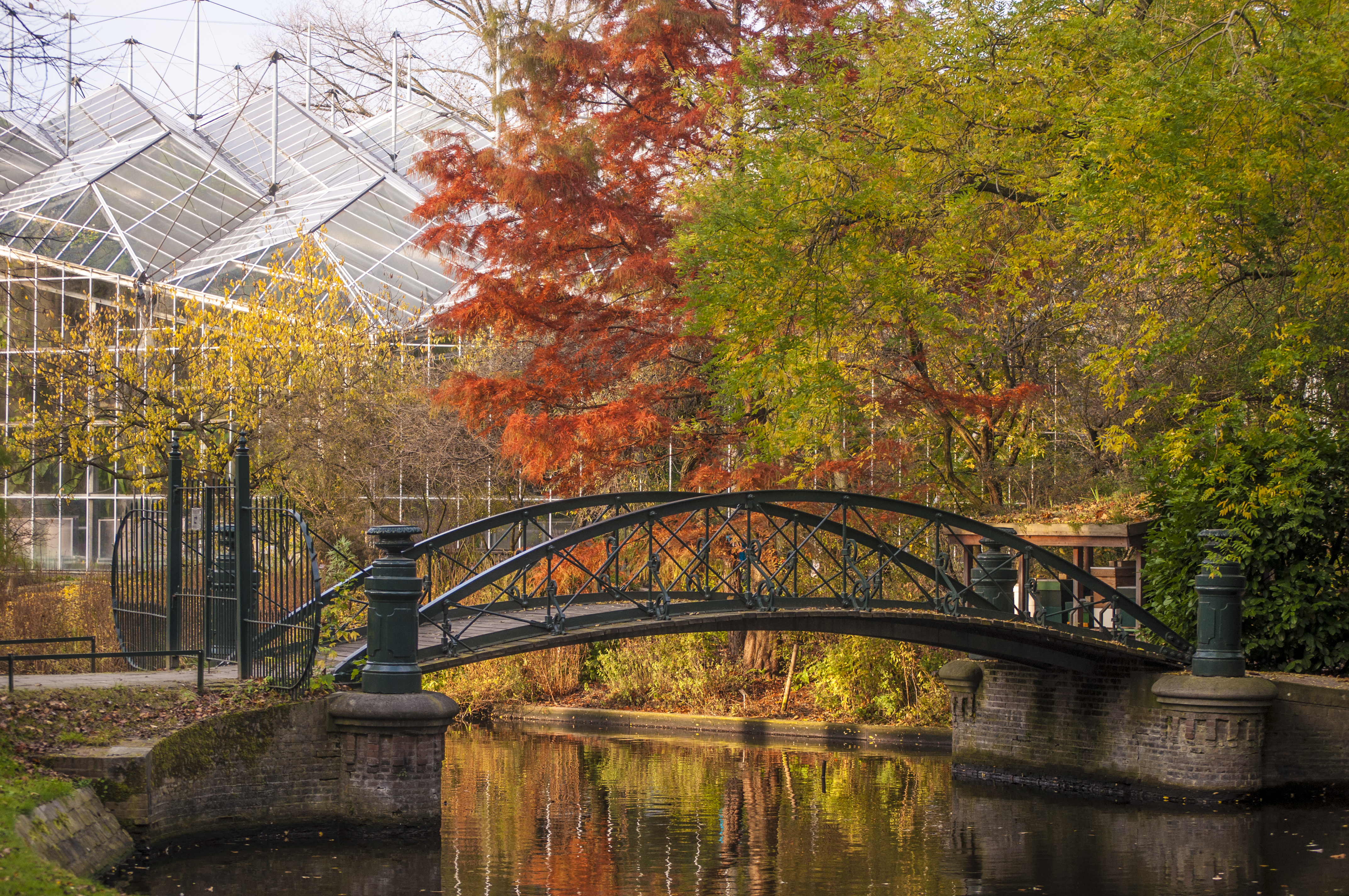
Zugangsbrücke Ost im Hortus Botanicus Amsterdam

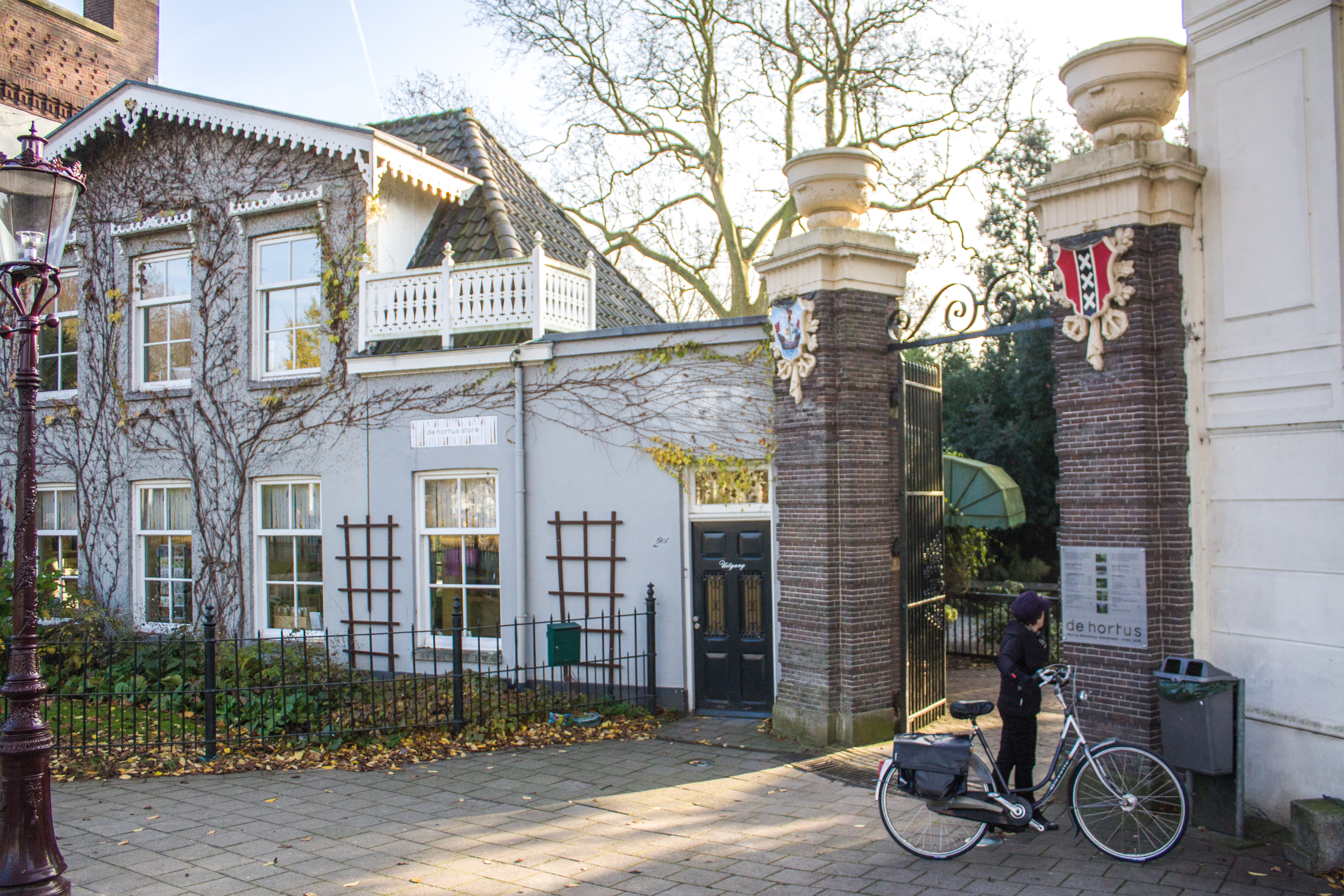
Eingangstor

Der Hortus Botanicus Amsterdam ist einer der ältesten botanischen Gärten der Welt. Der am 12. November 1683 als Hortus Medicus Amstelodamensis gegründete Garten befindet sich an der Plantage Middenlaan 2a, am Rand der Innenstadt von Amsterdam in der Nähe des Artis-Zoos in der Plantagebuurt. Der Garten ist ungefähr 1,2 ha groß und beinhaltet mehr als 6.000 tropische und einheimische Bäume und Pflanzen.

## Geschichte
Der Amsterdamer Bürgermeister Joan Huydecoper van Maarsseveen II. gründete ihn gemeinsam mit dem Drogisten und Botaniker Jan Commelin. Huydecoper, damals Präsident der Niederländischen Ostindien-Kompanie, ließ sich aus den Überseegebieten Mauritius, Batavia, Ceylon, Bengalen, Coromandel Peninsula und Suriname Pflanzen und Keime übersenden, um diese im Botanischen Garten ansiedeln zu lassen.
Der Hortus Botanicus, der zwischen 1885 und 1918 von Hugo de Vries geleitet wurde, ist verbunden mit Botanic Gardens Conservation International, der Niederländischen Vereinigung Botanischer Gärten (Nederlandse Vereniging van Botanische Tuinen) und der Stiftung Nationale Pflanzensammlung (Stichting Nationale Plantencollectie).